# Pittem
Pittem è un comune belga di 6 758 abitanti, situato nella provincia fiamminga delle Fiandre Occidentali.

## Geografia fisica

### Territorio
|  | Il comune di Pittem è composto da 2 abitati principali: - Pittem (I) - Egem (II) |

Gli abitati confinanti sono: (a) Tielt, (b) Meulebeke, (c) Ardooie, (d) Koolskamp, comune di Ardooie, (e) Zwevezele, comune di Ardooie, (f) Wingene